# Cassiano Branco
Cassiano Viriato Branco (S. José, 13 de agosto de 1897 - Lisboa, 24 de abril de 1970) fue un arquitecto portugués.

## Vida
Cassiano Branco nació en Lisboa, muy cerca de la Praça dos Restauradores en la freguesia de S. José, en agosto de 1897, hijo de Maria de Assumpção Viriato y Cassiano José Branco (nacido en Alcácer do Sal).
En 1917 se casó con Maria Elisa Soares Branco.
En 1919 concluyó los exámenes del antiguo Curso General de Diseño, preparatorios para su admisión al Curso de Arquitectura que concluyó en 1926. 
Más tarde, en 1958, apoyó la candidatura del general Humberto Delgado a la presidencia de la república, siendo detenido por esos motivos por la PIDE. 
Murió el 24 de abril de 1970 en Lisboa, con 72 años de edad.

## Obra
- Câmara Municipal de la Sertã - Sertã 1927

- Edifício del Éden Teatro - Lisboa 1932

- Coliseu do Porto - Porto 1939

- Portugal dos Pequenitos - Coímbra 1961